# Histoire de Lima

Armoiries de Lima.

L'histoire de Lima commence vers 100 à 650 lorsque le territoire de l'actuelle capitale du Pérou, était habité par divers groupes amérindiens, bien avant l'arrivée de l'Empire Inca dans la région. Cette civilisation appelée culture Lima se développa dans les vallées des rivières Chillón, Rímac et Lurín. Les populations étaient regroupées sous différentes seigneuries régionales, parmi lesquelles la seigneurie d'Ichma. La vallée de ces 3 rivières et ses environs a été occupée par une série implantations et de complexes bâtis de différentes époques construits en adobe, boue et pierre associés au système d'irrigation des vallées; à ce jour, il y a environ 500 de ces restes (communément appelés "huacas") sous forme de pyramides, de plates-formes et plus, dispersés dans toute la ville. Le temple de Pachacamac dans la vallée du Lurín est le temple le plus important laissé par ces civilisations.
Au XVe siècle, les Incas ont conquis la région, ont occupé certains de ces sites et ont également érigé leurs propres bâtiments publics dans des endroits comme Pachacámac.

Drapeau de Lima.

Bien qu'elle puisse donc être retracée depuis l'époque préhispanique en tant que « zone urbanisée », l'histoire de la ville de Lima telle qu'elle est connue aujourd'hui n'a véritablement commencée que le 18 janvier 1535, date de sa fondation par Francisco Pizarro.
La ville a été établie dans la vallée du fleuve Rímac dans une zone soumise à la seigneurie d'Ichma et portant le nom de "Cité des Rois". Elle devint la capitale de la vice-royauté du Pérou et le siège d'une audience royale en 1543. Au XVIIe siècle, la ville prospéra en tant que centre d'un vaste réseau commercial malgré de fréquents tremblements de terre et la menace des pirates.
Ce boom a pris fin au XVIIIe siècle à la suite du déclin économique de Lima et des réformes bourboniennes.

## Étymologie
Le terme Lima est une déformation de la prononciation du nom du fleuve Rímac, qui en quechua signifie « qui parle fort ». Ce torrent est également connu à Lima comme « el río Hablador » (la rivière bavarde). Ce nom lui a probablement été donné à l'époque des Incas, en raison du bruit fort que ses eaux font en haute saison lorsqu'elles roulent les pierres du fond.

## Héraldique
Armoiries : Reçu de Charles Quint le blason de la ville représente deux aigles qui se font face, rappelant l'aigle à deux tête du Saint-Empire romain germanique dont le roi d'Espagne prince de la maison de Hasbourg était empereur depuis le 23 octobre 1520.
Le blason est composé d'un écu espagnol au champ d'azur (bleu) où il y a trois couronnes d'or (jaunes) et au milieu une étoile d'or. Le champ central est entouré d'une bordure de gueule (rouge), aux liserés d'or qui porte la mention latine « Hoc signum vere regum » en lettres d'or. L'écu est flanqué sur chaque côté de deux aigles noirs couronnés d'or qui se font face et regardent les lettres « I » (pour J) et « K » (pour Karlos) en l'honneur de Jeanne 1re de Castille « Jeanne la Folle » mère de Charles Quint et de Charles 1er d'Espagne (Charles Quint). Ces lettres sont surmontées d'une autre étoile dorée.
Le symbolisme de la partie centrale de l'écu est lié au fait que Francisco Pizarro a fondé la ville aux alentours du jour de l'Épiphanie (6 janvier 1535), les couronnes représentant les trois rois mages Gaspard, Melchior et Baltazar, l'étoile représentant l'étoile de Bethléem. La ville de Lima est donc célébrée comme très noble, très fidèle et trois fois couronnée "Cité des Rois", l'Épiphanie étant une fête importante en Espagne.
Drapeau : Le drapeau de Lima est composé des armoiries de la ville sur fond jaune.

## Époque préhispanique

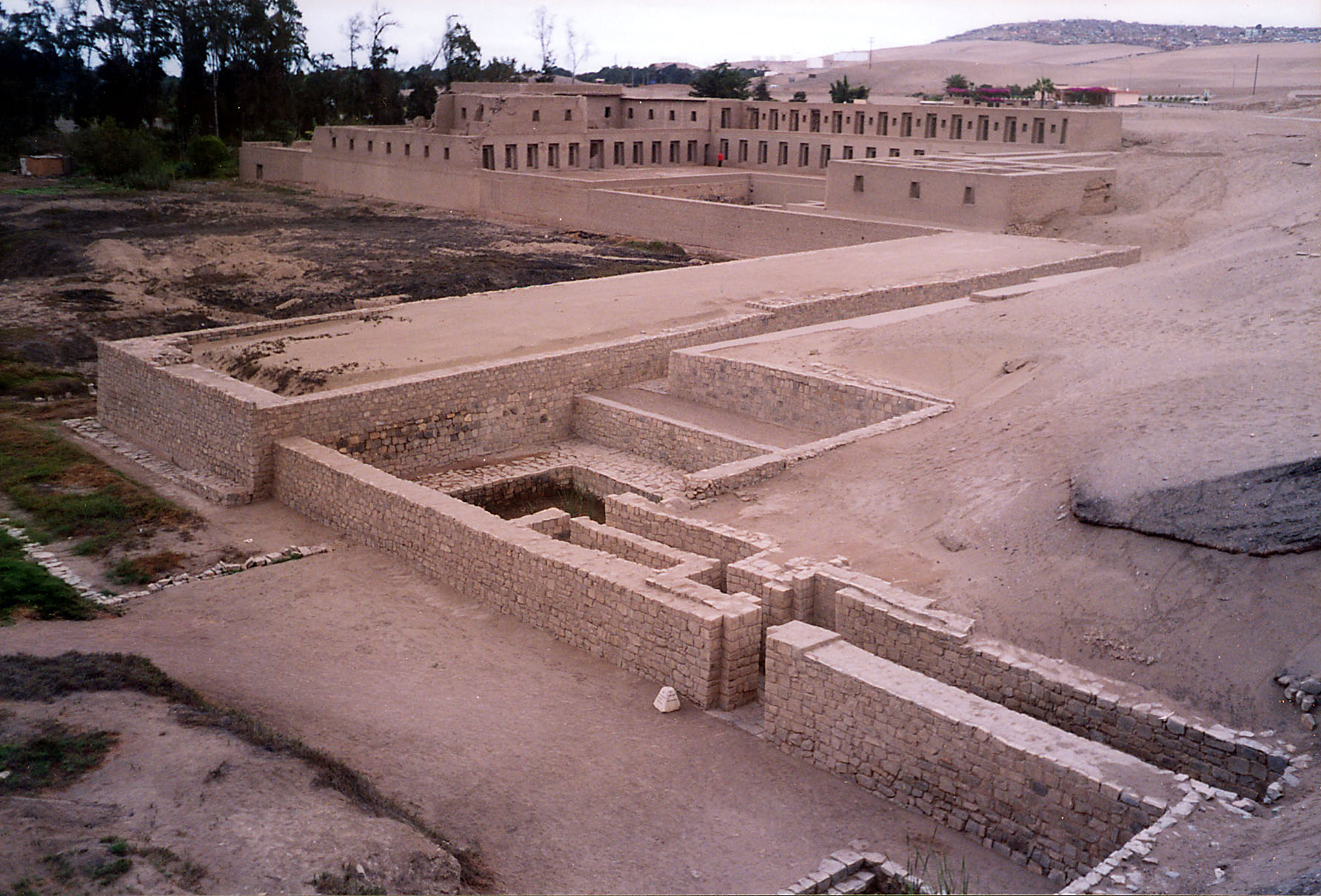
Pachacamac était un centre religieux important avant l'arrivée des espagnols.

À l'époque précolombienne, le territoire de l'actuelle ville de Lima était habité par divers groupes d'amérindiens regroupés dans les vallées des rivières Chillón, Rímac et Lurín. Dans les vallées et leurs environs ont été retrouvés des vestiges de complexes bâtis de différentes époques construits en adobe, boue et pierre, associés aux systèmes d'irrigation des vallées. Aujourd'hui, il y a environ 500 de ces vestiges (communément appelés "huacas") sous forme de pyramides, de plateformes, etc. dispersés dans toute la ville.
Au XVe siècle, les Incas ont conquis la région, occupés certains de ces sites et ont également érigés leurs propres bâtiments publics dans des endroits comme Pachacámac utilisé par les peuples précédents.

## Fondation espagnole
En 1532, un groupe de conquistadors espagnols dirigé par Francisco Pizarro a vaincu et assassiné l'Inca Atahualpa et a conquis son empire. Pizarro, gouverneur des terres ainsi conquises, entreprend la recherche d'un endroit approprié pour établir sa capitale.
Son premier choix, la ville de Jauja situé au milieu des Andes, se révèle peu judicieux en raison de son altitude et de son éloignement de la mer. Des explorateurs espagnols signalent un meilleur endroit dans la vallée de Rímac, près de l'océan Pacifique, avec des approvisionnements abondants en eau et en bois, de vastes cultures et un bon climat.

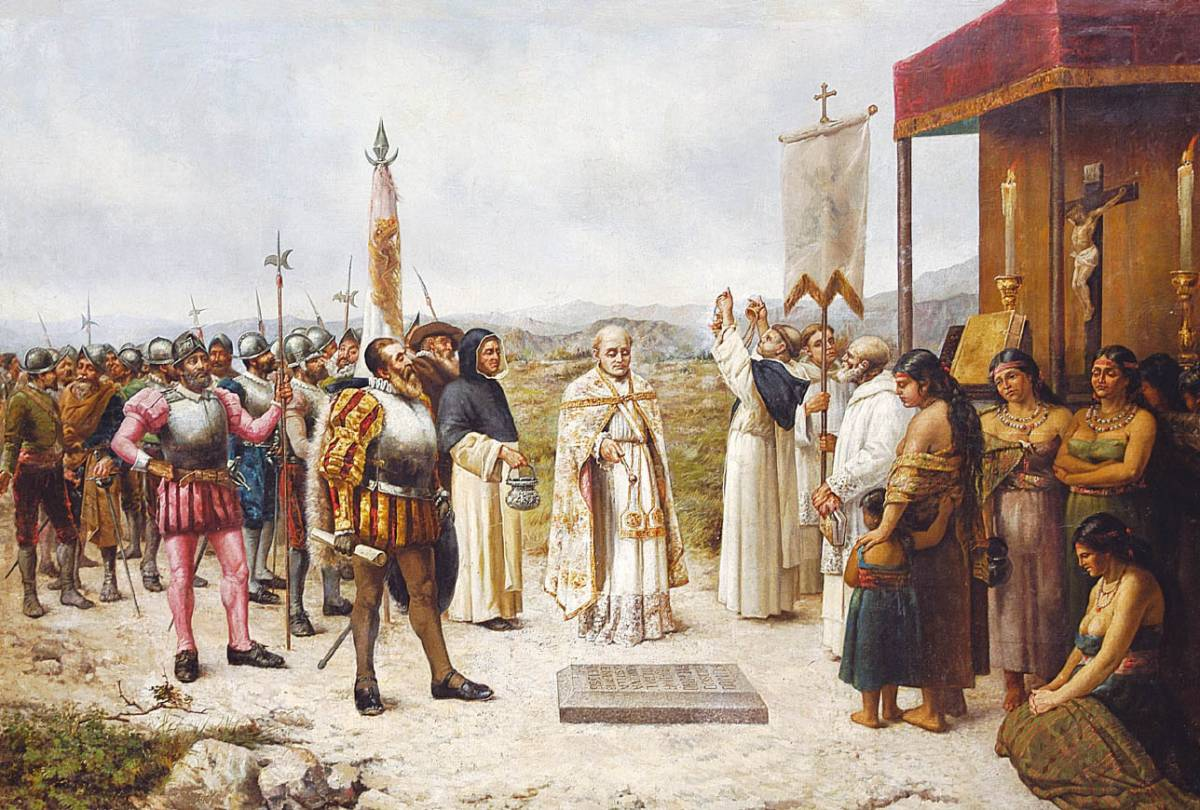
Fondation de Lima. Huile sur toile de José Effio (1845-1920) - Musée national d'anthropologie, d'archéologie et d'histoire du Pérou à Lima.

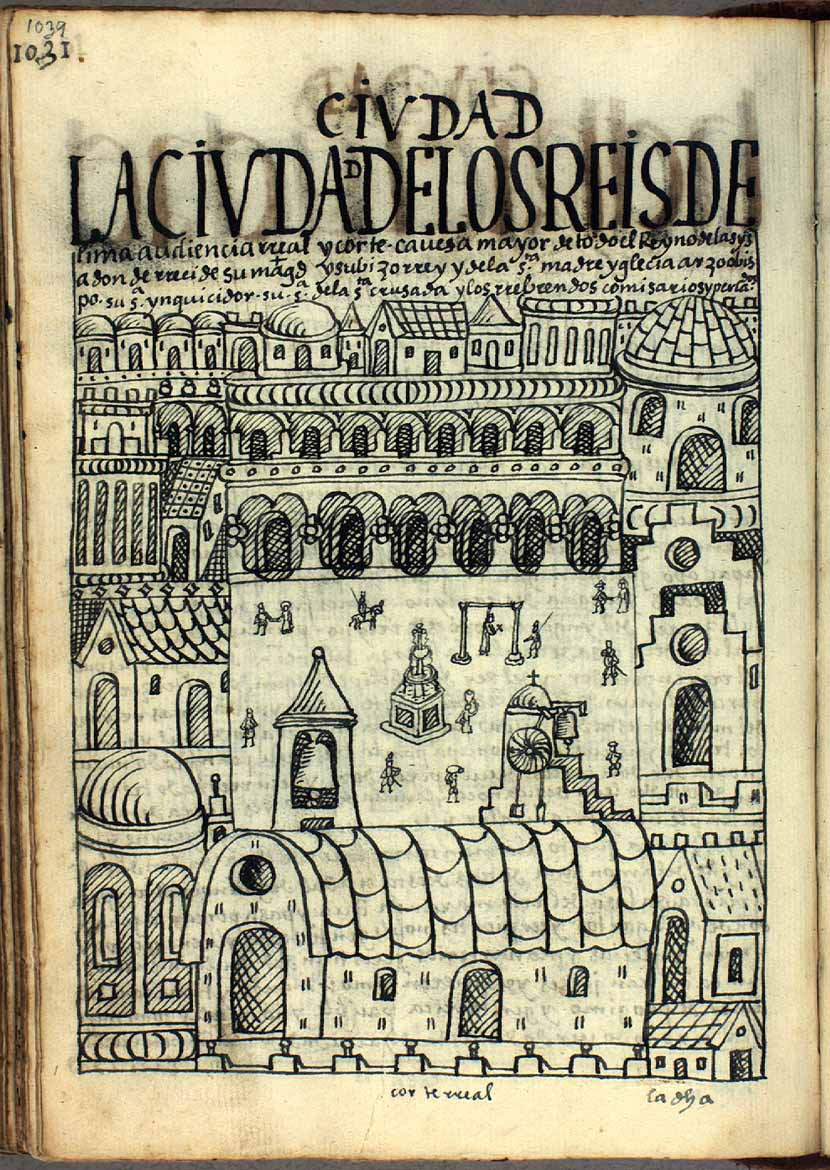
Lima représentée dans "Nueva corónica y buen gobierno" de Guamán Poma de Ayala 1615.

Rímac (prononcée comme Limac), située dans les territoires de la kuraka de Rímac, administré par l'inca Taulichusco (es) est alors habitée par environ 20 000 habitants.
Gabriel Moreira Romaní envoyé de Pizarro, comme de coutume chez les conquistadors espagnols, fonde sa nouvelle capitale sur une ville existante le 18 janvier 1535, lui donnant le nom de « Cité des Rois » (Ciudad de los Reyes) comme l'indique le chroniqueur Carlos Huerta dans sa Cronología de la conquista de los Reinos del Perú :

« La capitale du Pérou a été fondée le 18 janvier et nommée Ciudad de los Reyes (Cité des rois) en l'honneur de la fête des rois qui était célébrée. La fondation a commencé dans l'église où Pizarro a déposé la première pierre et le plan de la ville. »

Peu de temps après sa fondation, les anciens colons de Lima (tant les autorités indigènes que les gens du commun) déplace la cité à Chuntay, un site appartenant aux indigènes et qui se trouvait là où se trouve actuellement l'église San Sebastian.
En 1536, Manco Capac II, organise la rébellion contre les espagnols dans tout le Pérou et ses troupes assiègent Cuzco. Les renforts espagnols envoyé à Cuzco sont mis en déroute par les incas et poursuivi dans tout le pays jusqu'à la ville nouvellement créée de Lima en août, mais épuisées les troupes amérindiennes sont contraintes de se replier. Selon certaines sources, les Espagnols et leurs alliés indigènes, dirigés par Pizarro lui-même, auraient repoussé les rebelles après de violents combats dans les rues de la ville même et ses environs.
Le 3 novembre 1536, la Couronne espagnole reconnaît la fondation de la ville et le 7 décembre 1537, l'empereur Charles Quint lui confère son blason.

## Vice-royauté du Pérou
Au cours des années suivantes, Lima a dû faire face aux troubles causés par les conflits entre différents groupes de conquistadors, soutiens de la famille de Almagro ou des frères Pizarro.
Dans le même temps, elle augmente son prestige en étant désignée capitale de la vice-royauté du Pérou et siège d'une audience royale en 15435. La première université de Lima, l'Universidad Nacional Mayor de San Marcos, fut créée en 1551 et la première imprimerie en 1584. La ville devient également un centre religieux important, en 1541 siège d'un diocèse de l'Église catholique, devenu archidiocèse cinq ans plus tard. En 1609, la ville organise des célébrations pour la béatification d'Ignace de Loyola.

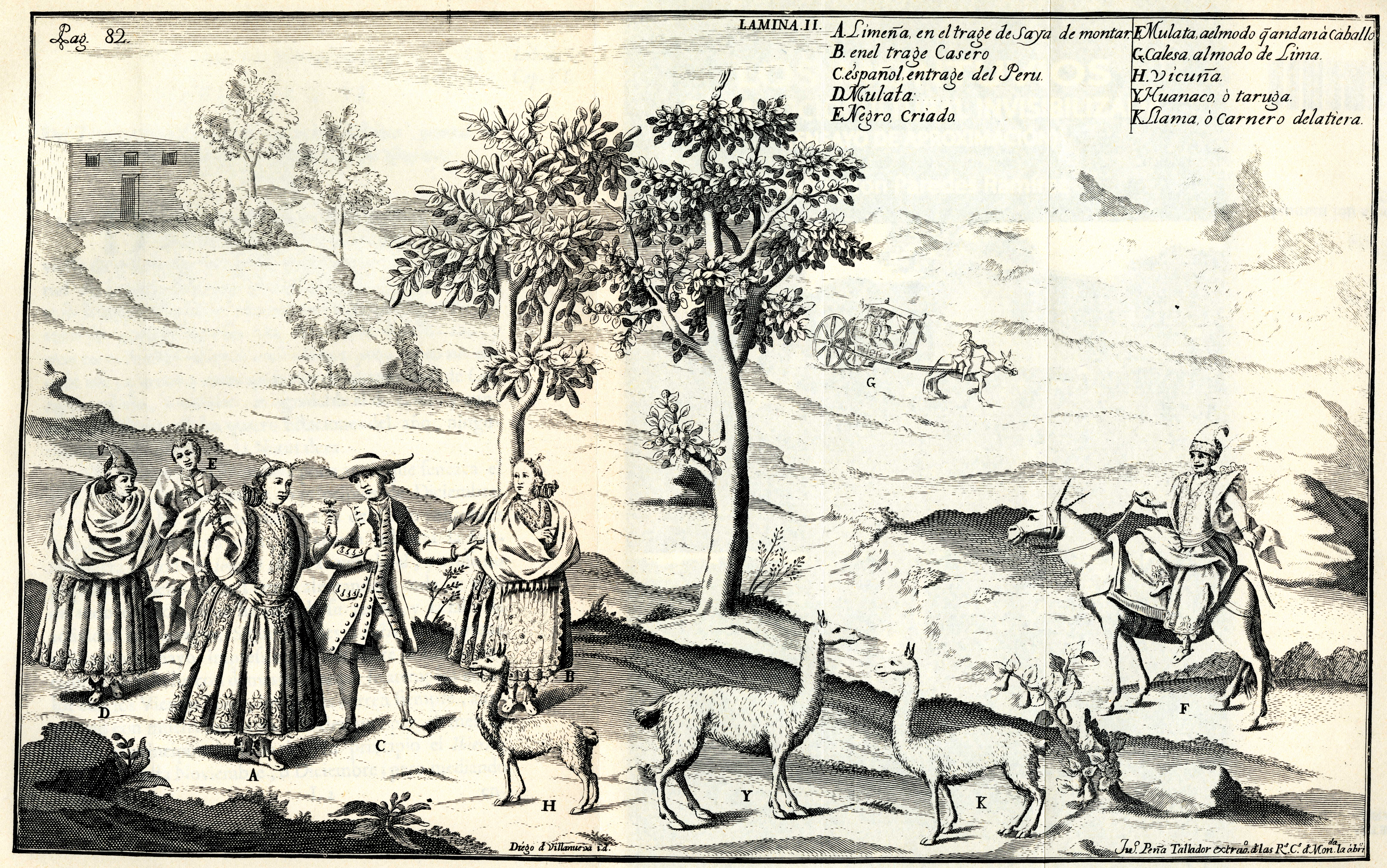
Paysage et habitants de Lima (gravure de 1744). publiée dans l'ouvrage Historical Relationship of the Journey to South America Volume II de Jorge Juan et Antonio de Ulloa.

Lima prospère au XVIIe siècle en tant que centre d'un vaste réseau commercial intégrant la vice-royauté du Pérou avec l'Amérique, l'Europe et l'Asie de l'Est. Les marchands de Lima acheminent l'argent péruvien par le port voisin de Callao et l'échangent contre des marchandises importées à la foire commerciale de Portobello, dans l'actuel Panama. Mais cette pratique était sanctionnée par la loi, puisque la Couronne avait stipulé que tout le commerce de la vice-royauté devait passer par Callao sur son chemin vers et depuis les marchés étrangers. La prospérité économique de la ville s'est reflétée dans sa croissance rapide, la population passant d'environ 25 000 habitants en 1619 à environ 80 000 habitants en 1687.

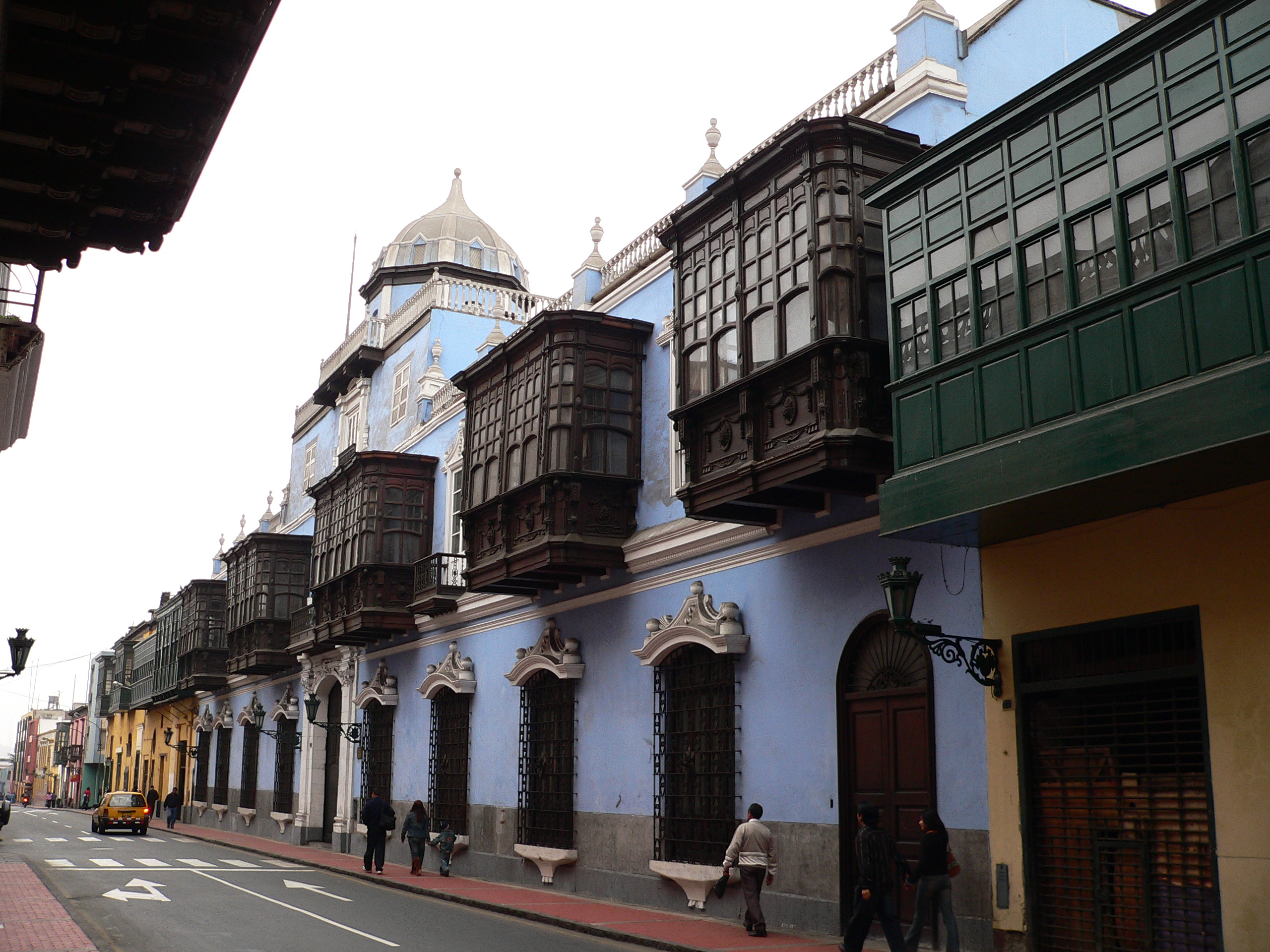
Les balcons sont typiques de l'architecture de Lima pendant la vice-royauté.

Cependant, la ville n'était pas sans dangers. Les 20 octobre et 21 décembre 1687, de violents tremblements de terre ont détruit une grande partie de la ville et de ses environs. La catastrophe a été suivie de famines et d'épidémies, faisant chuter la population à moins de 40 000 personnes en 1692.
La présence endémique de pirates et de corsaires dans l'océan Pacifique était une deuxième menace. Le port de Callao est attaqué par une expédition navale hollandaise en 1624, mais elle est repoussée par le vice-roi Diego Fernández de Córdoba. Les boucaniers anglais ont proliféré dans les eaux péruviennes dans les années 1680 jusqu'à ce qu'ils soient repoussés par les marchands de Lima en 1690. Par précaution, le vice-roi Melchor de Navarra y Rocafull fait construire les murs d'enceinte de Lima entre 1684 et 1687.
Le tremblement de terre de 1687 a marqué un tournant dans l'histoire de Lima, car il a coïncidé avec une récession des échanges, une baisse de la production d'argent et une plus grande concurrence économique avec des villes comme Buenos Aires.

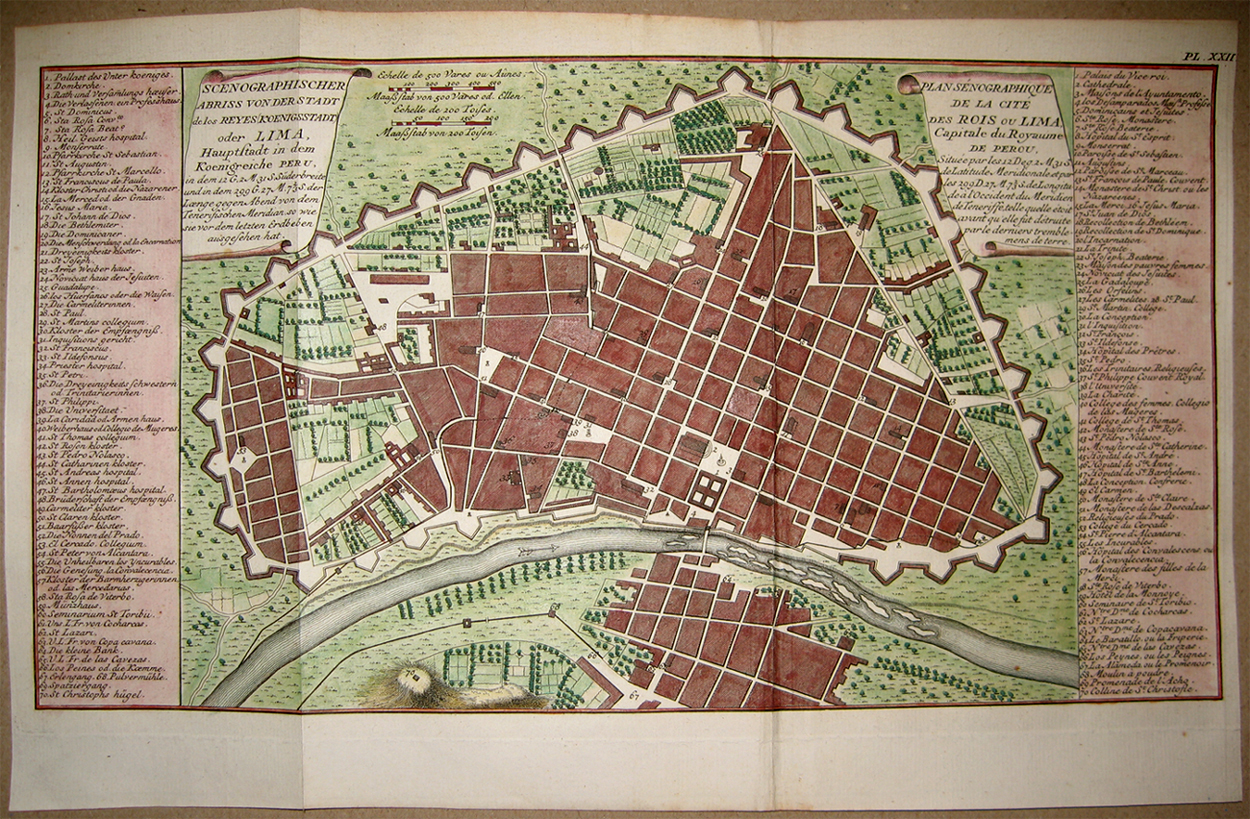
Plan de Lima en 1750.

Un autre tremblement de terre dévastateur le 28 octobre 1746, cause de graves dommages à la ville et dévaste la ville et le port de Callao, nécessitant un grand effort de reconstruction dirigé par le vice-roi de 1745 à 1761 José Antonio Manso de Velasco.
Plusieurs de ces désastres (1655, 1687) ont généré une intense dévotion à une image du Christ connue sous le nom de « Seigneur des Miracles » (Señor de los Milagros), que depuis les Liméniens mènent en procession chaque 18 et 19 octobre.
Pendant la seconde moitié de la période vice-royale, alors qu'elle était gouvernée par les rois de la maison de Bourbon, le développement urbain de Lima a été marqué par les idées des Lumières sur la santé publique et l'organisation sociale. Parmi les bâtiments construits pendant cette période se trouvent une arène pour les combats de coqs, les plus vastes arènes d'Amérique du Sud pour les corridas (Plaza de Toros de Acho) et le cimetière général. Les deux premiers édifices ont été érigés pour réguler ces activités populaires, en les centralisant en un seul endroit, tandis que le cimetière a mis fin à la pratique d'enterrer les morts dans les églises, jugée insalubre par les pouvoirs publics.

## L'indépendance
Au cours de la seconde moitié du XVIIIe siècle, Lima est affectée par les réformes bourboniennes qui lui font perdre son monopole sur le commerce extérieur, ainsi que par la perte de la domination sur l'importante région minière du Haut-Pérou, qui en 1776 est transférée à la vice-royauté du Río de la Plata. Cet affaiblissement économique conduit l'élite de la ville à dépendre des positions du gouvernement vice-royal et de l'Église pour leur soutien; elle est donc réticente à soutenir l'indépendance.

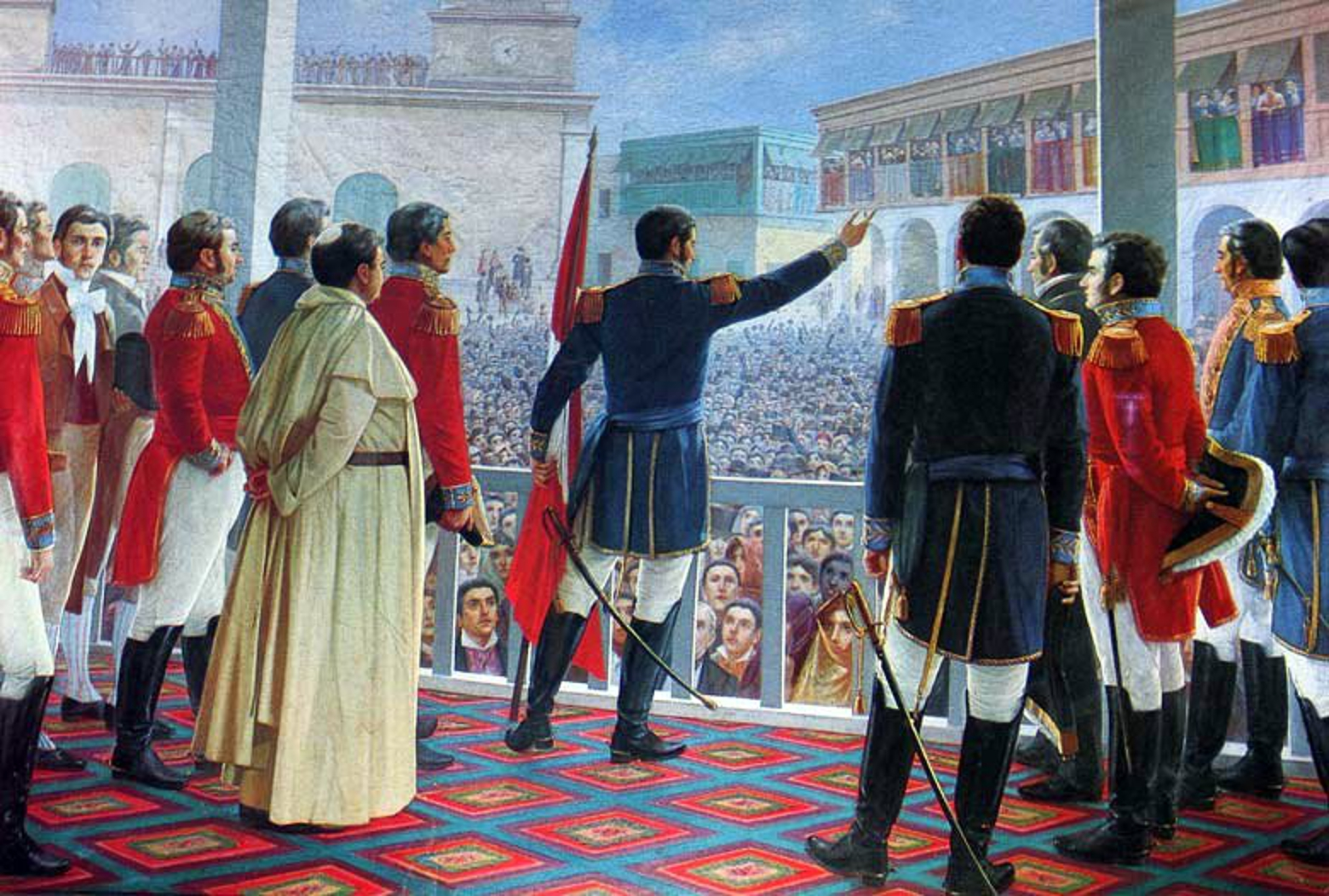
Proclamation de l'Indépendance du Pérou, par le général José de San Martín, le 28 juillet 1821.

En conséquence, dans les années 1810, la ville est devenue un bastion royaliste pendant les guerres d'indépendance hispano-américaines sous le règne du vice-roi José Fernando de Abascal y Sousa de 1806 à 1816.
Une expédition combinée de patriotes argentins et chiliens dirigée par le général José de San Martín débarque au sud de Lima le 7 septembre 1820, mais n'attaque pas la ville. Confronté à un blocus naval et à une guérilla sur le continent, le vice-roi José de la Serna est contraint d'évacuer la ville en juillet 1821 pour sauver l'armée royaliste. Craignant un soulèvement populaire et manquant de ressources pour imposer l'ordre, le conseil municipal invite San Martín à entrer à Lima et signe une déclaration d'indépendance à sa demande. La guerre dure encore deux ans, pendant lesquels la ville change de mains à plusieurs reprises. La population de Lima joue un rôle ambigu dans ce processus d'indépendance du Pérou (1821-1824). En conséquence la ville subit les exactions par les deux côtés, armées royalistes et forces patriotiques.
Au moment où la guerre se termine, le 9 décembre 1824 lors de la bataille d'Ayacucho, Lima s'est considérablement appauvrie.

## Époque républicaine
Après la guerre d'indépendance, Lima devient la capitale de la République du Pérou mais la stagnation économique et le désordre politique du pays - 10 présidents entre 1839 et 1851 - paralyse son développement urbain.
Lima perd même temporairement son statut de capitale, car en 1835, dès la création de la Confédération péruvio-bolivienne constitué des trois éphémères État nord-péruvien, État sud-péruvien et de l'État de Bolivie, le général Orbegoso transfère, le 13 janvier 1835, son gouvernement de Lima à Arequipa. Pendant ce temps, à Lima, le général Felipe Santiago Salaverry s'est nommé chef suprême de la République, affirmant que le pays était sans chef car Orbegoso était à l'extérieur de la capitale. Il s'ensuit des batailles entre les troupes de Salaverry et d'Orbegoso qui se terminent par  la défaite de Salaverry à Arequipa le 18 février 1836.

Cette instabilité chronique s'inverse dans les années 1850, lorsque la croissance des revenus publics et privés provenant de l'exportation du guano a permis une expansion rapide de la ville.

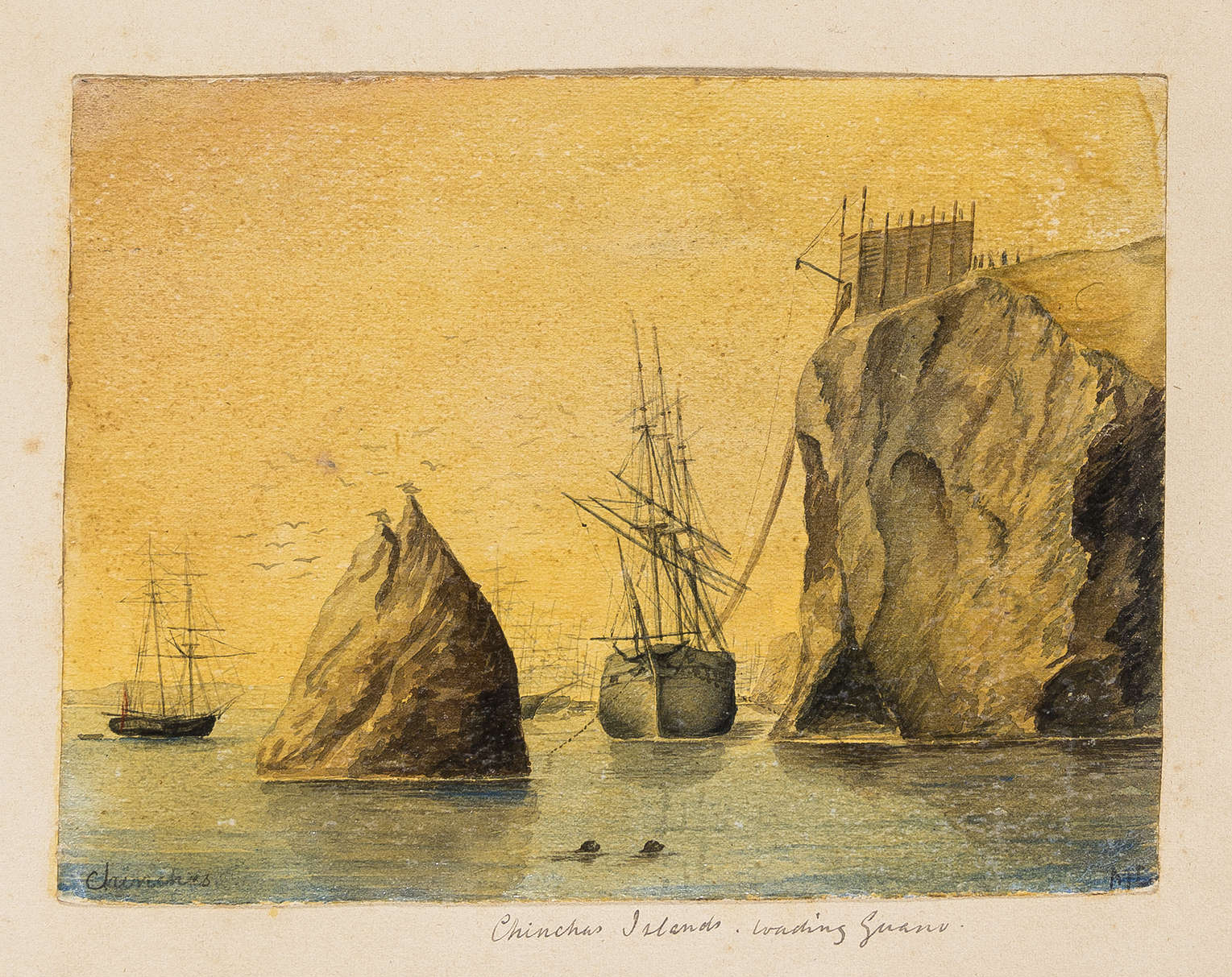
Clipper chargeant du guano aux îles Chincha - Aquarelle du capitaine Marcus Lowthe.

Au cours des vingt années suivantes, sous l'impulsion de Ramón Castilla, l'État a financé la construction de grands bâtiments publics pour remplacer les anciens établissements vice-royaux, parmi lesquels le marché central, l'abattoir général, l'asile d'aliénés, le pénitencier et l'hôpital Dos de Mayo. Des améliorations sont également apportées aux communications; en 1850, la ligne de chemin de fer entre Lima et Callao est achevée et en 1870 un pont de fer est inauguré sur la rivière Rímac, baptisé « Puente Balta ».
En 1872, les murs d'enceinte de la ville sont démolis en prévision d'une nouvelle croissance urbaine à venir. Cependant, cette période d'expansion économique creuse également le fossé entre les riches et les pauvres, provoquant une généralisation des troubles sociaux.
Pendant la guerre du Pacifique (1879-1883), l'armée chilienne occupa Lima après avoir vaincu les troupes péruviennes dans les batailles de San Juan et Miraflores. Les occupants ont pillé les musées, les bibliothèques publiques et les établissements d'enseignement. Dans le même temps, des foules en colère ont attaqué des citoyens riches et la colonie asiatique, pillant leurs propriétés et leurs entreprises.
Après la guerre et le retrait des troupes chiliennes, la ville a connu un processus de rénovation urbaine et d'expansion des années 1890 aux années 1920. Le centre-ville de Lima étant surpeuplé, en 1896 la zone résidentielle de La Victoria est créée en tant que quartier ouvrier. Pendant cette période, la configuration de la ville est modifiée par la construction de grandes avenues qui sillonnent la ville et la relient aux villes voisines telles que Miraflores

## AuXXesiècle
Entre les années 1920 et 1940, de nombreux bâtiments du centre historique ont été reconstruits, notamment le palais du gouvernement et le palais municipal.
Le 24 mai 1940, un tremblement de terre a détruit une grande partie de la ville, qui à cette époque était principalement construite en adobe et en quincha. Dans les années 1940, Lima a commencé une période de croissance accélérée en raison de l'immigration en provenance des régions andines du Pérou. La population, estimée à 0,6 million d'habitants en 1940, atteignait 1,9 million en 1960 et 4,8 millions en 1980. L'aire urbaine, jusque-là confinée à une zone triangulaire délimitée par le centre historique, El Callao et Chorrillos, s'étend au-delà de la rivière Rímac au nord, le long de la route centrale à l'est, et plus au sud également.
Pendant cette période, une série d'importants travaux publics ont été réalisés, principalement sous les gouvernements de Manuel A. Odría (1948-1956) et Juan Velasco Alvarado (1968-1975). Le brutalisme était le style architectural prédominant dans les années 1970, comme en témoigne l'immense bâtiment Petroperú, construit pour abriter le siège de la compagnie pétrolière nationale.
Malgré cela, la croissance démographique a dépassé le développement des services publics, entraînant la prolifération des quartiers, appelés localement « jeunes villes » (pueblos jóvenes). Selon le recensement de 1993, la population de la ville s'élevait à 6,4 millions d'habitants, soit 28,4% de la population totale du Pérou contre 9,4% en 1940.

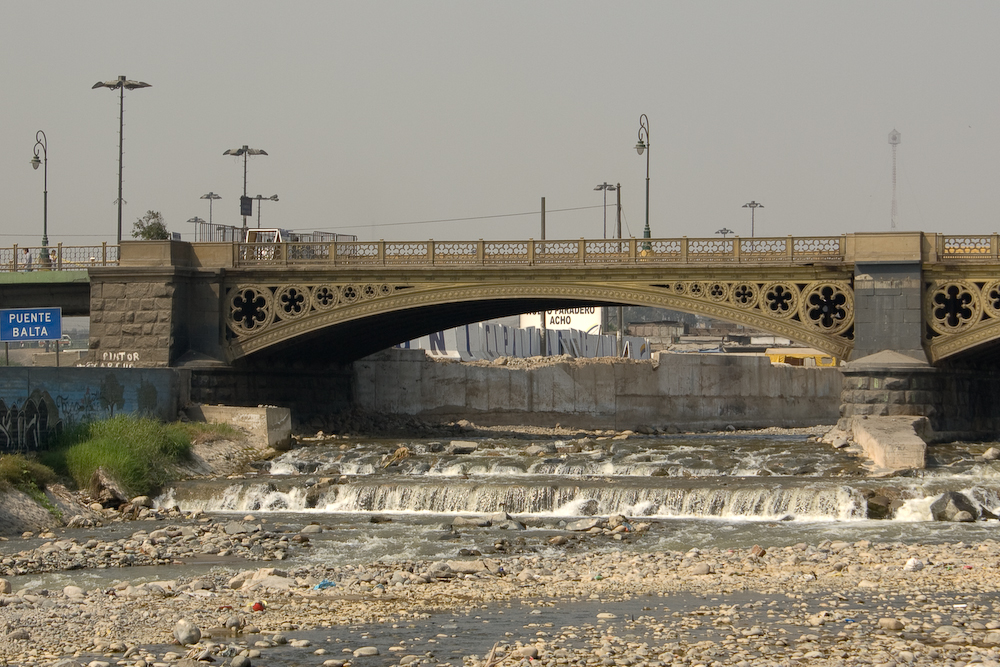
Le pont de fer Balta.
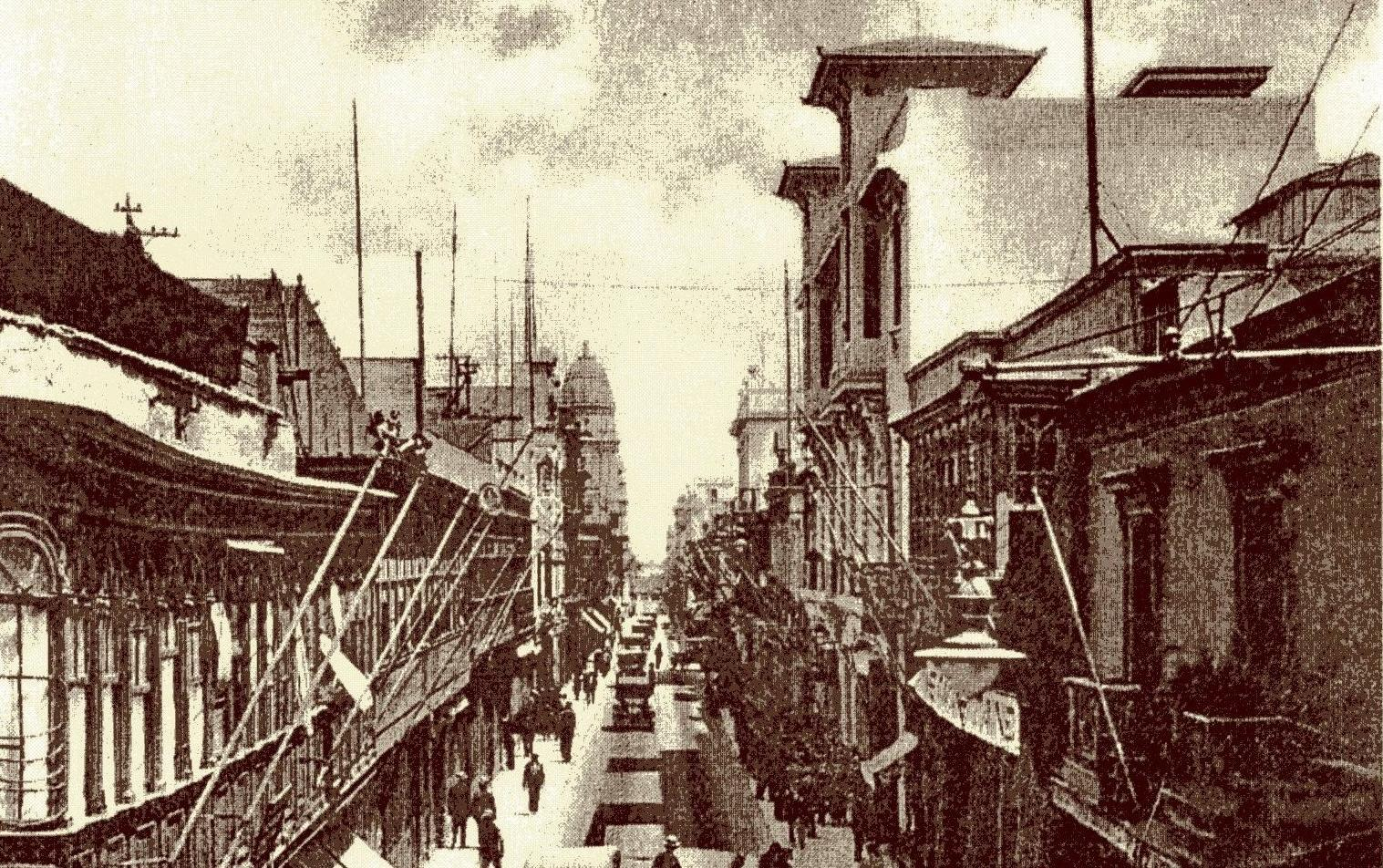
Le Jirón de la Unión était la rue la plus importante de Lima pendant la première moitié du XXe siècle.
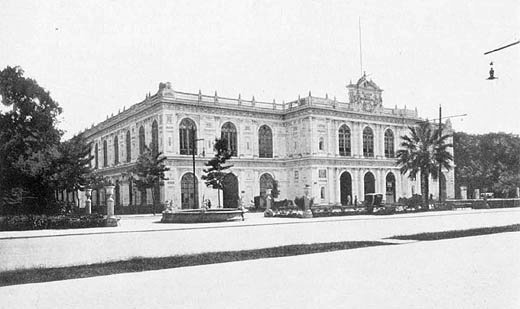
Le palais des expositions construit pour accueillir une exposition internationale en 1872.
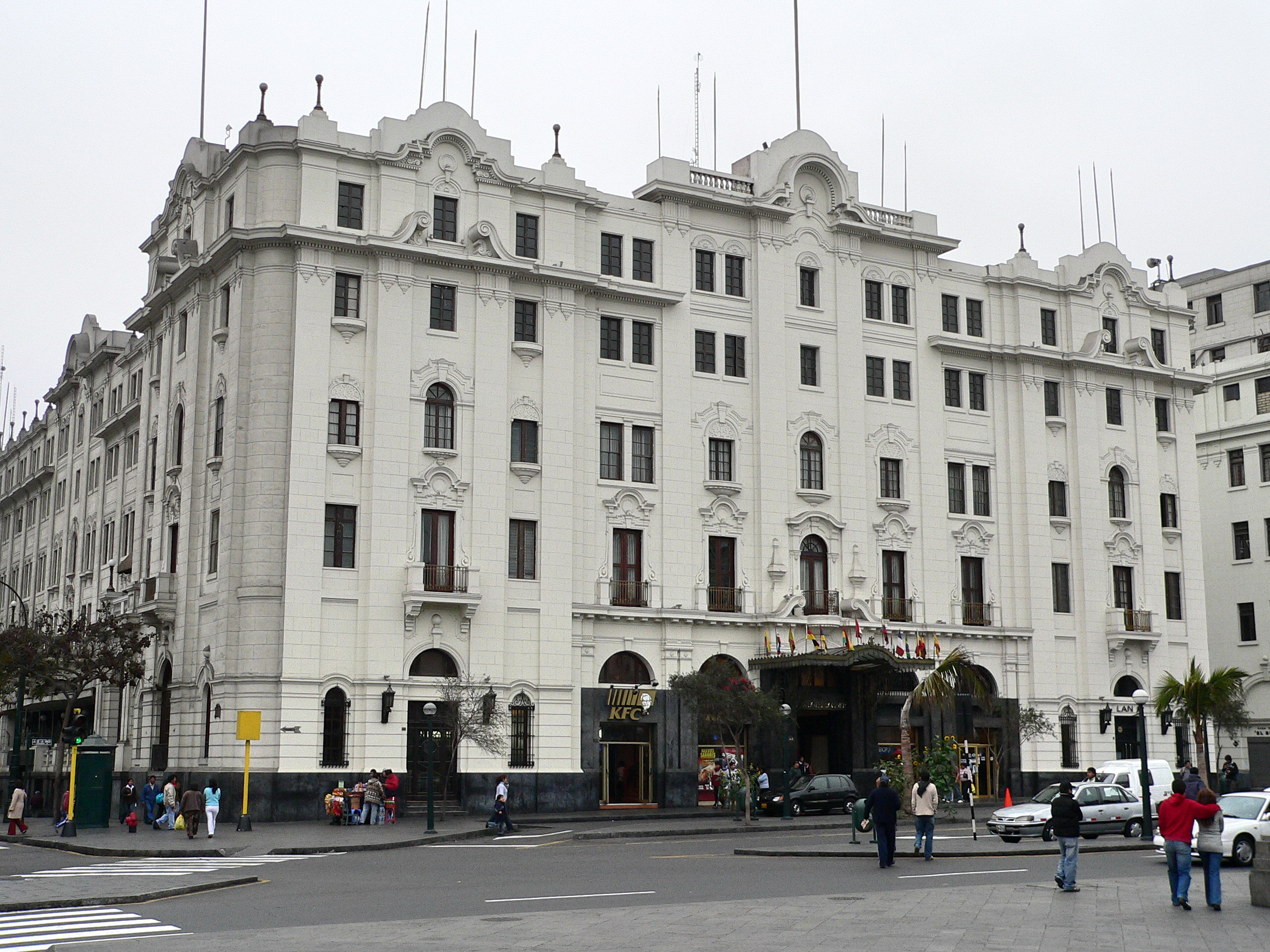
Le "Gran Hotel Bolívar" s'inscrivait dans un processus de rénovation urbaine de la première moitié du XXe siècle.